# Empoasca triangulifera
Empoasca triangulifera är en insektsart som beskrevs av Young 1953. Empoasca triangulifera ingår i släktet Empoasca och familjen dvärgstritar. Inga underarter finns listade i Catalogue of Life.